# New Auburn (Wisconsin)
New Auburn is een plaats (village) in de Amerikaanse staat Wisconsin, en valt bestuurlijk gezien onder Barron County en Chippewa County.

## Demografie
Bij de volkstelling in 2000 werd het aantal inwoners vastgesteld op 562. In 2006 is het aantal inwoners door het United States Census Bureau geschat op 552, een daling van 10 (-1,8%).

## Geografie
Volgens het United States Census Bureau beslaat de plaats een oppervlakte van 8,8 km², geheel bestaande uit land. New Auburn ligt op ongeveer 336 m boven zeeniveau.

## Plaatsen in de nabije omgeving
De onderstaande figuur toont nabijgelegen plaatsen in een straal van 28 km rond New Auburn.